# Palais des Sports Jean Weille
Palads des Sports Jean Weille er en indendørs sportsarena i Nancy, Frankrig, med plads til 6000 tilskuere. Arenaen er hjemmebane for byens basketballhold SLUC Nancy Basket.
Ved EM i håndbold 2018 for kvinder skal der blandt andet spilles kampe i denne arena.